# Inginer european
.

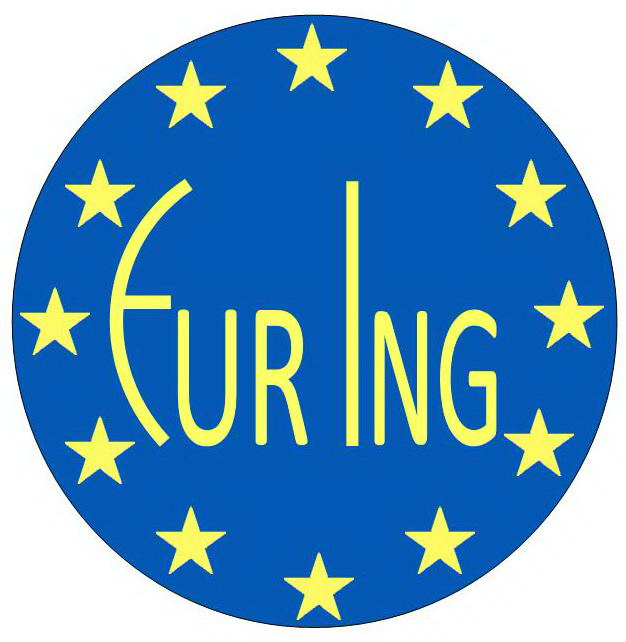
EUR ING Logo

Inginer european acronim:(EUR ING) este o calificare  și un titlu profesional internațional pentru ingineri de înaltă calificare, utilizate în peste 32 de țări europene. Inginerii EUR ING pot fi calificați dacă au dobândit nivelul de competențe profesionale prin formare și experiență de practică profesională. Inginerii EUR ING se caracterizează prin capacitatea lor de a dezvolta soluții adecvate la problemele de inginerie, folosind tehnologii noi sau existente, prin inovare, cercetare, creativitate și schimbare.  Aceștia ar putea dezvolta și aplica noi tehnologii, să promoveze proiecte avansate și metode de proiectare, să introducă tehnici de producție noi și mai eficiente, concepte de marketing și construcție, să deschidă servicii de inginerie și metode de management noi.

## Calificare
Titlul este acordat în baza unei cereri unei asociații din cadrul Federației Europeane a Asociațiilor Naționale de Ingineri, care include asociațiile reprezentate din multe țări europene, inclusiv o mare parte din Uniunea Europeană. Pentru a oferi un standard acceptabil comun și înalt profesional, Inginerul European trebuie să aibă experiență și competență dovedită în domeniul aplicat al cunoștințelor științifice, nivelul de calificare profesional, trebuie să fie responsabil pentru ceea ce face și capacitatea de a comunica. Acesta trebuie să aibă un număr de ani de formare și practică, constând dintr-o diplomă de inginerie de către o universitate acreditată, după care se poate elibera titlu de Inginer European (EUR ING). Acest lucru este definit în standardul EUR ING pentru competența de inginerie profesională (EUR ING Spec.). 
Recunoașterea calificării și a titlului nu sunt în general în legislația națională. În toate cazurile, aprobarea se face numai după evaluarea de către o societatea națională de inginerie corespunzătoare. Directiva UE 89/48/EEC stabilește acest lucru cum se face în Uniunea Europeană. Numele persoanelor fizice pot fi adăugate în Registrul Federația Europeană a Asociațiilor Naționale de Ingineri (FEANI) prin instituția națională membră a țării respective. 

## Germania
În Germania, pentru aplicarea EUR ING, este necesară o diplomă de licență și master în inginerie, împreună cu pregătirea și experiența relevante, constând în formarea de șapte ani solicitată de Inginer European. Inginerii calificați trebuie să fie, de asemenea, membri ai unei asociații de inginerie, cum ar fi VDI, VDE sau Asociația Germană a Societăților Tehnice și Academice(DVT), asociația tehnică și științifică care reprezintă ingineria profesională în Germania. 

## Belgia
În Belgia, este necesară o diplomă de master în inginerie, împreună cu ani suplimentari de experiență și formare postuniversitară pentru aplicarea titlului EUR ING. Acest lucru se realizează prin Comitetul Inginerilor Belgieni(CIBIC).

## Vezi
- Reglementare și licențiere în inginerie
- Directive europene de calificare profesională